# Antimoine natif
Pour les articles homonymes, voir Antimoine (homonymie).
L'antimoine natif est un corps chimique simple semi-métal de formule Sb, une espèce minérale de la catégorie des éléments natifs correspondant à l'antimoine. Il contient fréquemment des traces d'arsenic et de soufre, de fer et d'argent, de bismuth...
Ce minéral très rare, tendre, cassant et lourd, opaque et de lustre métallique, est caractéristique des veines hydrothermales.
Il fait partie du groupe de l'arsenic.

## Historique de la description et de l'appellation
L'antimoine, substantif masculin, est issu du latin médiéval savant antimonium, attesté au XIe siècle notamment en 1050 par Constantin l'Africain. Il existe un mot invariable grec stibi qui nommait une poudre noire servant de fard à paupière ou de peinture à sourcils dans l'Antiquité gréco-romaine. Mais les chimistes ont montré par analyse que ce khôl était fabriqué à partir de galène. Toutefois, le minerai qui a servi au gré des provenances a pu contenir une fraction de stibine. Le mot stibi a évolué, devenant en grec byzantin stimmi, puis ’ithmid en arabe.
Les alchimistes européens, lointains héritiers de la tradition arabo-persane, désignent par ce mot relatinisé en antimonium à la fois la stibine et le semi-métal antimoine. Il a donné antimoine en français, déjà attesté au XIIIe siècle dans l'Antidotaire Nicolas, et antimony, adapté en anglais probablement au siècle suivant.
Il existe une légende, irrémédiablement marquée d'humour noir. Elle attribue vers 1450 au moine chimiste Basile Valentin la synthèse de l'antimoine semi-métal pur, ce qui peut être vraisemblable en redécouverte. Néanmoins, adepte de la chimie gustative ou glycochimie, il fit part de sa découverte aux frères de son couvent, qui s'empressèrent de se porter volontaire pour tester ce médicament qui se révéla finalement mortel ou à dose létal. Cette anecdote sans antidote a été largement récupérée avec foi par les amateurs d'étymologie fantaisiste francophones en postulant la décomposition arbitraire en "anti"-"moine", illustrant le préfixe grec signifiant "contre, opposé à" et le mot moine rappelant la qualité des victimes. La plaisanterie anticléricale a toutefois le mérite de rappeler la toxicité de l'antimoine.
Notez que l'arsenic natif peut être très semblable à l'antimoine natif, et les deux corps simples ne se distinguent que par des tests chimiques élaborés, comme le Test de Marsh. Le stibarsen alliage SbAs assimilé aujourd'hui à l'allemontite SbAs3 peuvent également avoir des aspects très similaires. L'anecdote légendaire devient encore plus crédible s'il s'agit d'un dérivé d'arsenic et d'antimoine.
Les Romains, promoteurs d'une civilisation céramique, qui possédaient d'excellents métallurgistes en bronze et alliages proches, connaissaient en pratique l'antimoine car il l'incluait volontairement dans les alliages de coupelles qui conservaient un vin acide à dépôt de tartre, dont l'usage par ingestion du contenu avec de l'huile avait pour fonction unique de les faire vomir après un festin. En faible quantité, les composés organiques que l'antimoine forme auraient un pouvoir émétique ou vomitique. C'est le cas du tartrate double d'antimonyle et de potassium (SbO)KC4H4O6. ½ H2O nommé tartar emetic en anglais. L'époque médiévale a conservé par l'art pharmaceutique l'usage d'un grand nombre de compositions de médicaments à base d'antimoine ou de ses dérivés, notamment comme vomitique ou diaphorétique.
L'antimoine servait aussi à colorer des verres, outre à durcir les alliages ou à leur conférer des propriétés antifriction. Dans la préparation de la matière à réduire puis à porter à fusion, les métallurgistes l'incluaient sous forme de sulfures ou d'oxydes. Il reste que ce corps simple n'est isolé et purifié qu'en 1604. Au laboratoire, les chimistes du XVIIe siècle ont distingué l'antimoine jaune de l'antimoine noire. Lorsque ces deux variétés à propriétés métalloïdes étaient chauffées, elles donnaient l'antimoine gris, semi-métal stable, très analogue à l'arsenic gris.
Selon l'association internationale de minéralogie, l'espèce est reconnue par l'Homme depuis les temps préhistoriques, un topotype possible, mais non exclusif, peut être l'ancienne mine d'argent de Sala dans le Västmanland en Suède.

## Cristallographie et cristallochimie

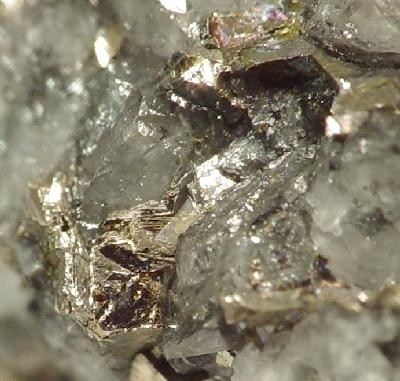
Petits cristaux millimétriques de Sb natif, observable à travers une gangue transparente, St Andreasberg, Harz

L'antimoine en masse, le plus commun, dévoile une structure cristalline sans cristal apparent ou isolable. Il est vrai que ces cristaux, pseudo-cubiques ou tabulaires, sont très rares ou bien peu fréquents. Du coup, le clivage basal est rarement observé. L'essentiel est présent sous forme d'agrégats lamellaires en mamelons ou en nodules souvent radiés, de colonnes cristallines ou fibreuses ressemblant aux stalactites, et surtout en masses compactes, parfois à texture granulaire ou fibreuse, ainsi qu'en encroûtements ou en poudres.
Leur cassure irrégulière est grise. La coupe fraîche dévoile une couleur blanc d'étain avec une nuance légère de bleu. Autrement, les vieux échantillons ont une couleur sombre et terne, grisâtre ou gris sombre, parfois tachetée. Sombres et ternes, sans aucune nuance de bleu métallique, ils sont souvent recouverts d'une couche protectrice d'oxydes d'antimoine.

## Classification
Selon la classification de Dana, l'antimoine fait partie du groupe de l'arsenic (01.03.01) de la catégorie des éléments natifs (premiers chiffres 01), comportant des corps simples ou composés d'éléments semi-métal ou non métal. Ce groupe homosymétrique, de groupe d'espace R 3 m et de groupe ponctuel 3 2/m comporte sous le code respectif :
- 01.03.01.01 l'arsenic natif As ;
- 01.03.01.02 l'antimoine natif Sb ;
- 01.03.01.03 le stibarsen SbAs ;
- 01.03.01.04 le bismuth natif Bi ;
- 01.03.01.05 la stistaïte SnSb.

Il appartient, selon la classification de Strunz, au groupe de l'arsenic codé 01.CA.05, qui ne comporte que quatre membres déjà cités, sans la stistaïte.

## Propriétés physiques et chimiques, toxicologie
Pour les chimistes, il s'agit d'un semi-métal brillant, de couleur argent brillant et cristallisé qui a de mauvaises propriétés mécaniques. Il est très cassant et se met facilement à l'état poudreux. Le faible usage de ce corps simple chimique explique sa mise en évidence tardive. Mais, fabriqué in situ ou additionné en milieu réducteur, il s'allie facilement avec la plupart des métaux.

Il s'agit d'un semi-conducteur, mauvais conducteur de la chaleur. Il n'a qu'une conductivité électronique équivalente à 4 % de celle du cuivre natif. 

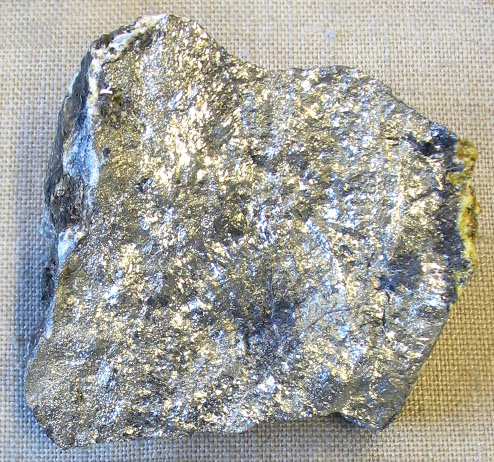
Antimoine natif massif à éclat métallique mais finement recouvert de valentinite blanche, Mine mexicaine d'Arechuybo, Musée d'histoire naturelle de Londres.

Le spectre optique dévoile des raies d'absorption intenses dans l'UV proche.
Il est facilement fusible au chalumeau entre 630 °C et 632 °C. Il génère une fumée blanche d'acide antimonieux HSbO2. L'échantillon brûle ensuite à l'air même si le feu est coupé. Puis il se couvre d'aiguilles blanches, c'est-à-dire d'une couche protectrice d'oxyde de Sb ou valentinite SbO3. Sur le charbon qui a servi au chauffage, l'antimoine forme un enduit blanc. Chauffé, il se volatilise en colorant la flamme de réduction en bleu verdâtre, couleur du test de flamme de l'antimoine.
L'antimoine s'altère à l'air, laissant une couche blanc jaunâtre à base de valentinite. Il est insoluble dans l'eau. Du fait de la formation d'une mince couche de passivation, l'antimoine est stable à l'eau et à l'air à température ordinaire.
L'antimoine fondu en atmosphère protectrice non oxydante cristallise par refroidissement. Il se contracte lors du passage de l'état solide à l'état liquide. Il se comporte comme le couple eau-glace, le volume de matière augmente lors de la solidification. C'est une propriété rare dans la nature.

Il reste insoluble à froid dans les acides, mis à part l'eau régale qui détruit systématiquement sa couche d'oxydes protectrices. Toutefois, l'acide nitrique concentré à chaud attaque facilement ce métal avec dégagement de vapeurs nitreuses NO très dangereuses. Il ne reste plus que l'acide antimonique blanc.

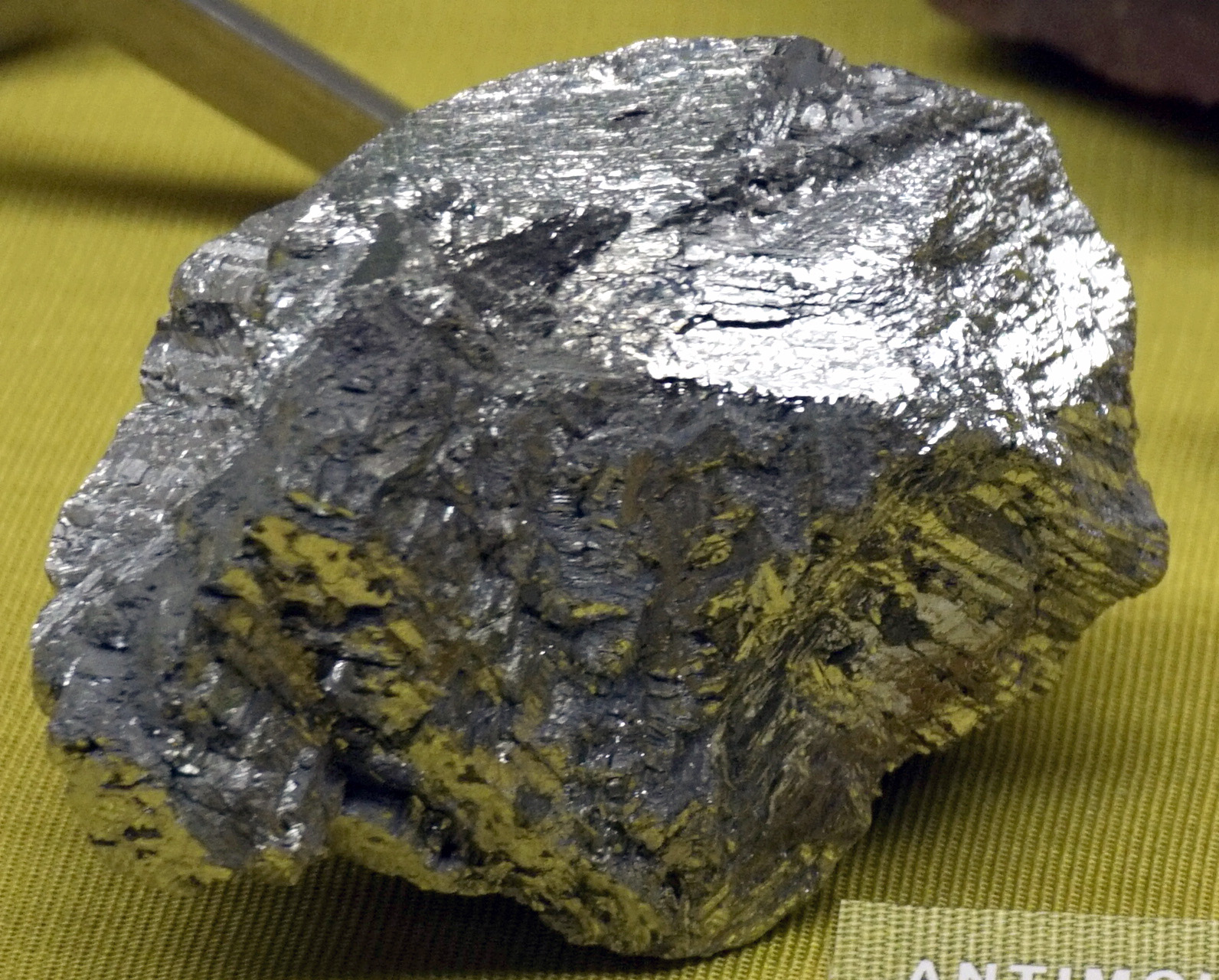
Antimoine natif, Musée de Genève

Il est également attaqué par l'acide sulfurique et l'acide phosphorique, concentrés et à chaud. Il s'enflamme spontanément dans un milieu oxydant comme le chlore gazeux Cl2. La réaction avec les autres halogènes, brome Br2 et iode I2 n'apparaît qu'au chauffage.

### Analyse, distinction avec l'arsenic
Au cours du test de Marsh, l'hypochlorite ne dissout pas le miroir de Sb, contrairement au miroir de As. Les ions hydrogénosulfures forment avec l'antimoine en milieu acide un sulfure insoluble orange. Le test peut se réaliser avec les ions antimoine, obtenus par la solubilisation de l'antimoine dans les acides concentrés et à chaud.

### Toxicologie
L'antimoine en faible quantité est irritant pour la peau, les muqueuses, l'estomac et l'intestin. Le danger du semi-métal est accru du fait de sa facilité à former des poussières. La tolérance ne dépasse pas 0,5 mg/m3 d'air. Les prisonniers travaillant dans les mines de sulfures métalliques mouraient souvent d'empoisonnement chronique, causé par l'arsenic natif ou l'antimoine natif, ou leurs composés sulfurés à l'état de poussières, entrant en contact avec leurs peaux par leurs habits en haillons ou ingérées par défaut d'hygiène ou de masque valable.

## Gîtes et gisements

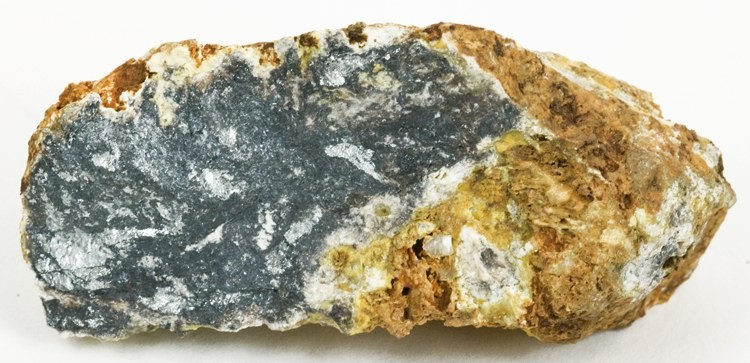
Pépite d'antimoine natif oxydé en surface d'environ 59 g, Erskine Creek, comté de Kern, Californie

En masse, il s'agit d'un produit de réduction qui apparaît dans les filons sulfoantimonieux cobalto-nickelifère et argentifère, c'est-à-dire des filons hydrothermaux chargés de divers sulfoarséniures et de sulfoantimoniures, surtout d'argent.

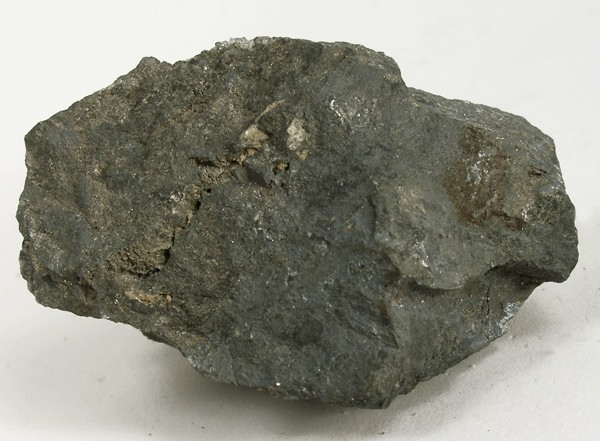
Antimoine natif de la mine Tom Moore à Erskine Creek dans le comté californien de Kern. Taille pour 88 g :.

Dans les terres ocreuses des filons, il est possible de trouver des rognons, fibreux ou pulvérulents, entourés parfois de valentinite ou de kermésite.
Association de l'antimoine massif : stibine ou autres sulfures de Sb, valentinite ou oxyde blanc de Sb, minerai d'argent, de bismuth, d'arsenic natif, allemontite SbAs3 ou stibarsen, nickéline, kermésite, minerais sulfurés tels que sphalérite ou blende, galène, pyrite... mais aussi quartz.
Notons que l'expédition Luna 16 en a trouvé sur notre satellite sur le site d'alunissage sur la Mare Fecunditatis.

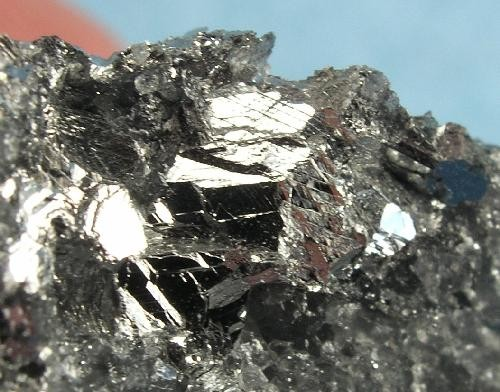
Grossissement d'un rare échantillon d'antimoine natif, issu des profondeurs de la mine de stibine de Monarch à Gravelotte, chaîne de Murchison, Province Limpopo, Afrique du Sud

### Gisements relativement abondants ou caractéristiques

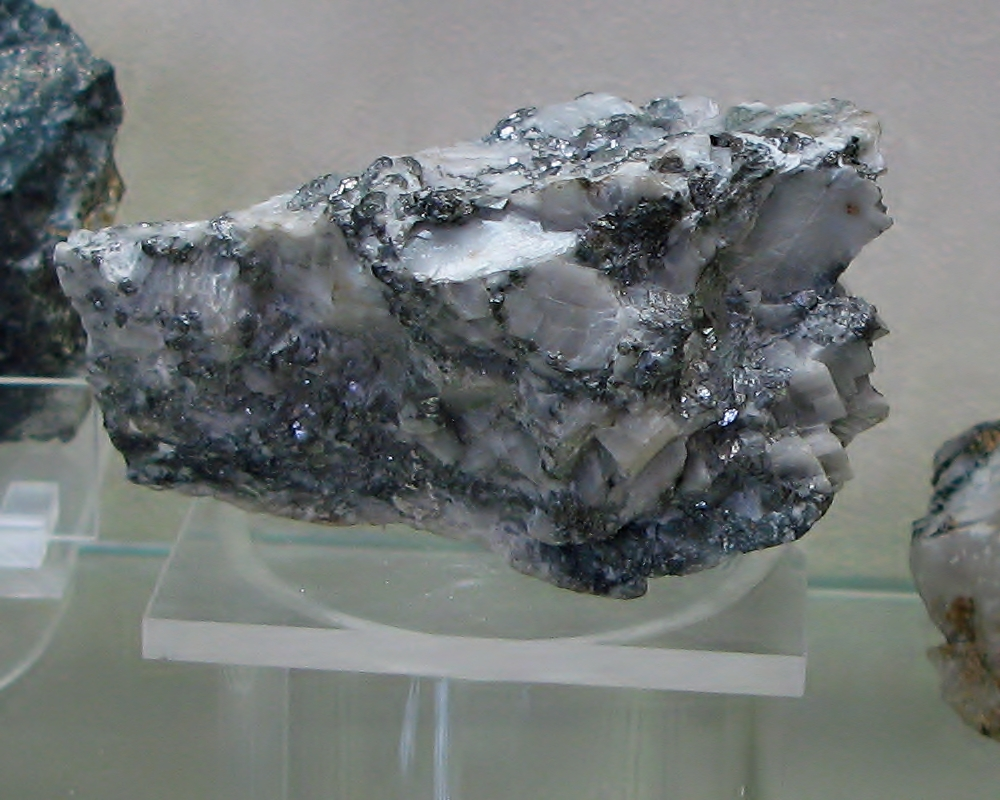
Sb natif, Sankt Andreasberg, Musée minéralogique de Bonn

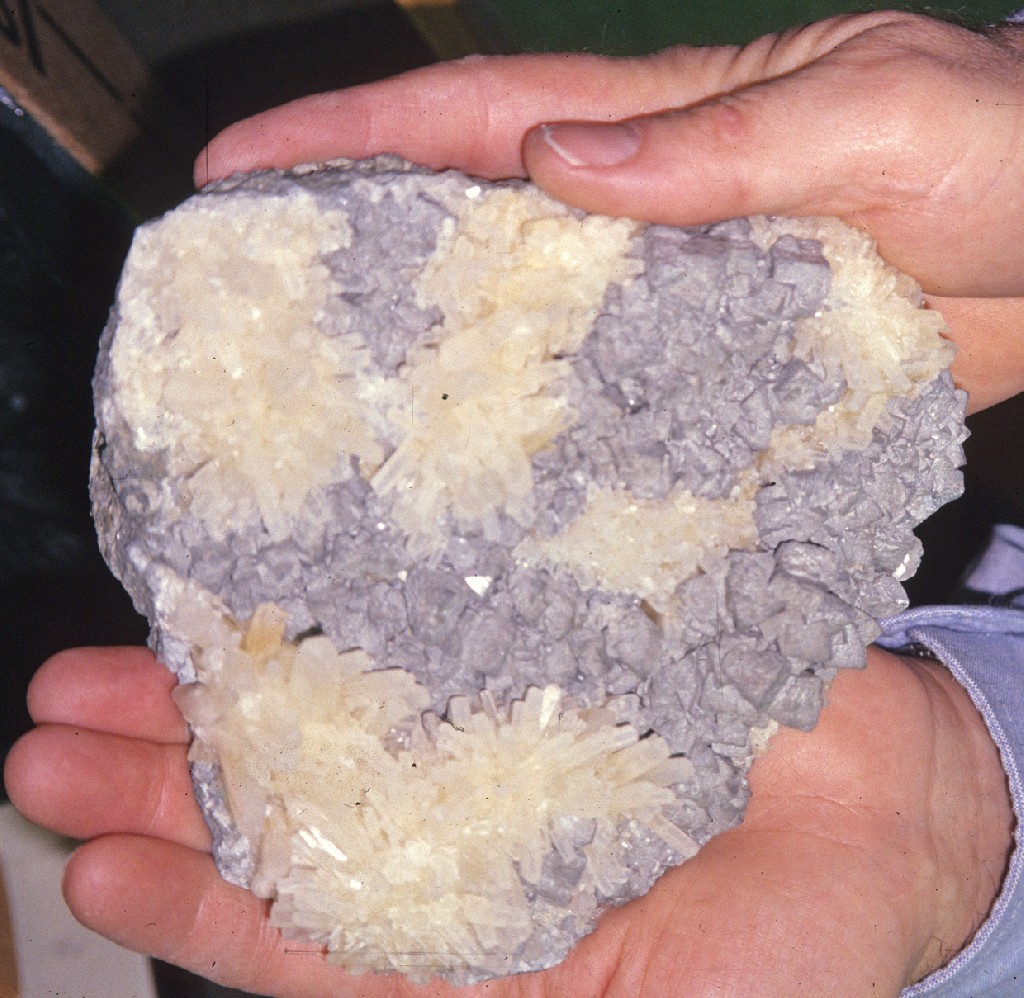
Antimoine natif recouvert de calcite blanche, Lac George, Comté d'York, Nouveau Brunswick, Canada

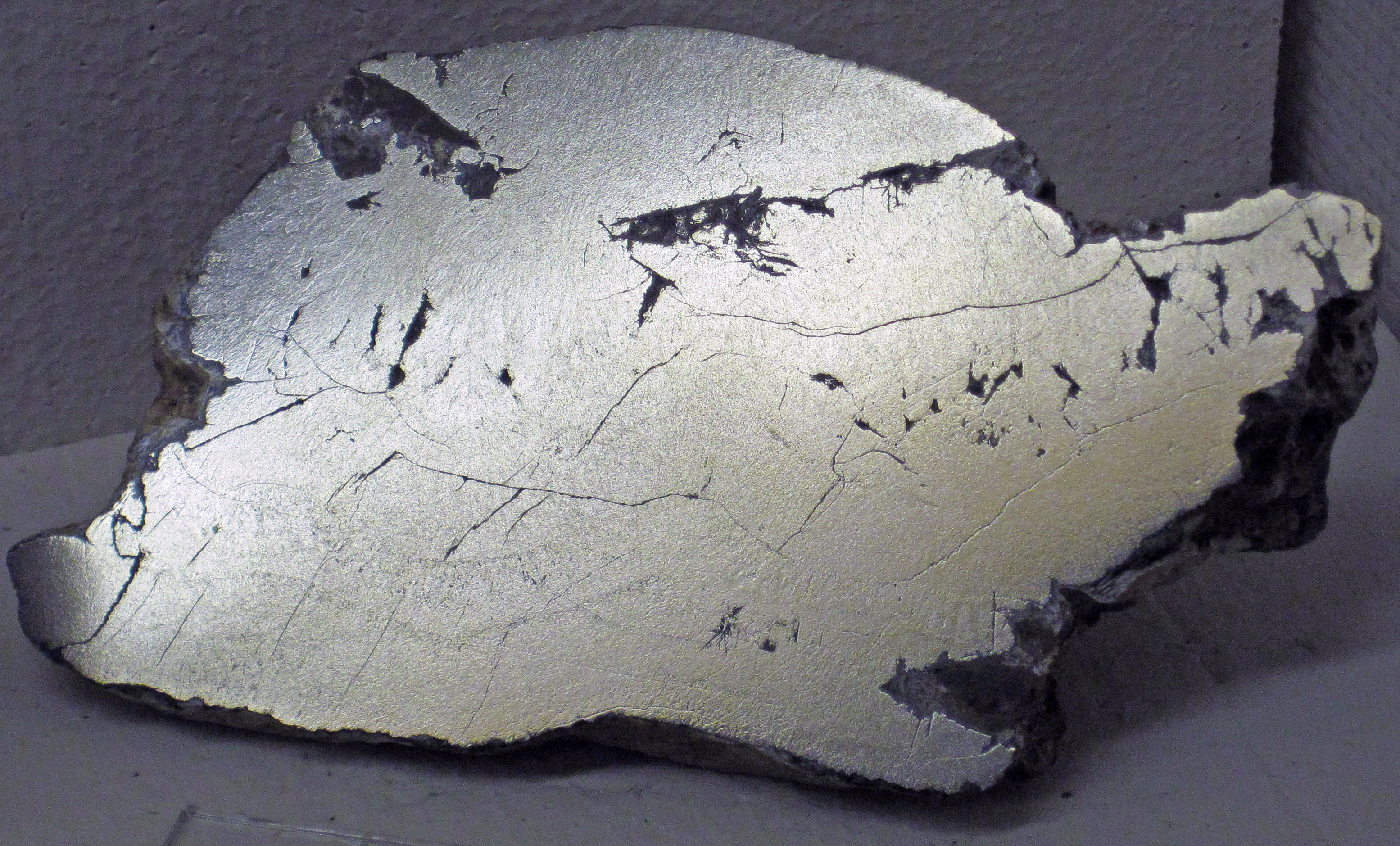
Coupe d'une pièce d'antimoine natif du comté de Kern, Californie

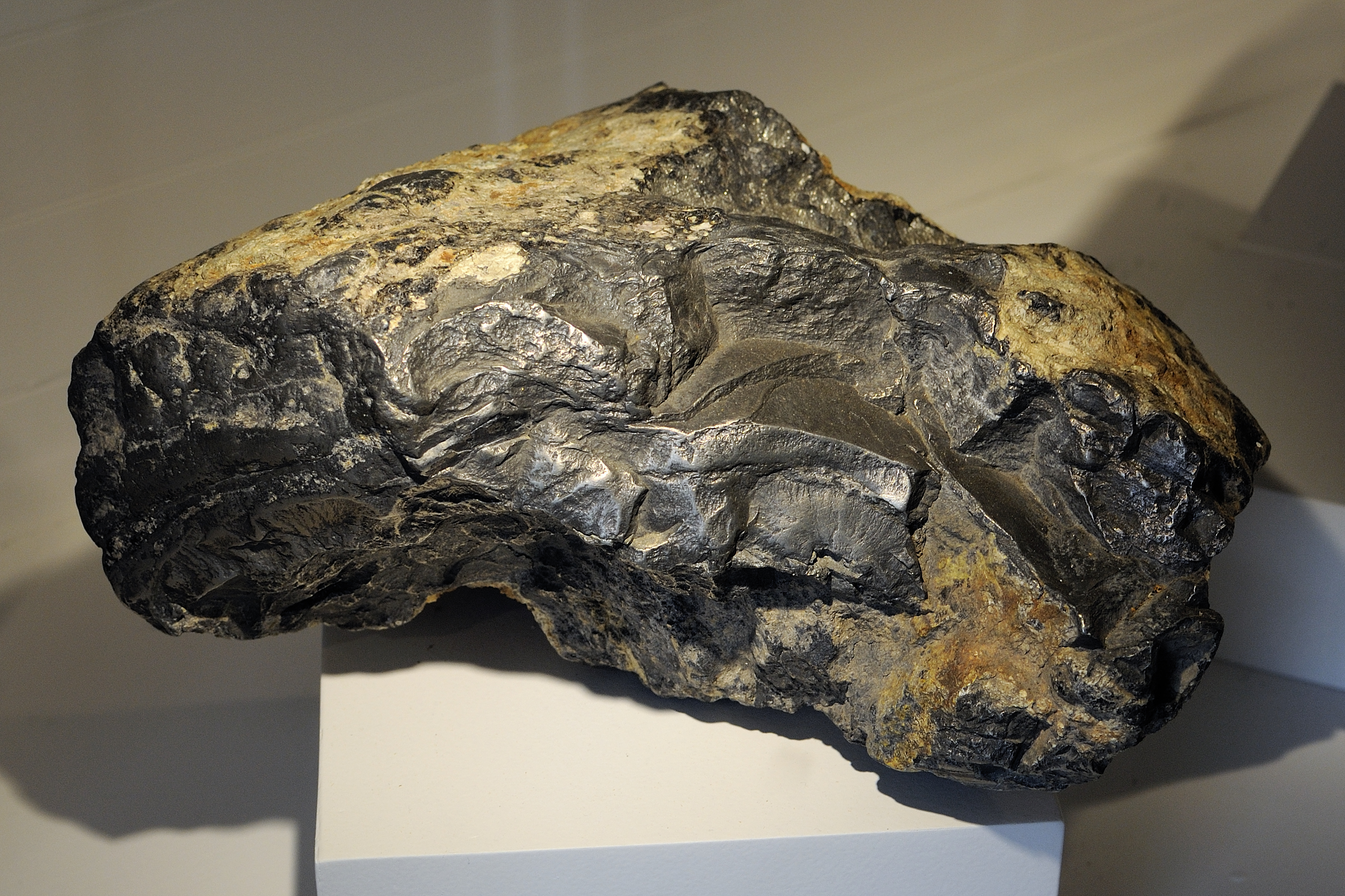
Pièce de collection au musée de géologie d'Harward, antimoine natif venant du comté californien de Kern

- Afrique du Sud

Gravelotte, Province de Limpopo
- Allemagne

Sankt Andreasberg et autres mines du Harz
mines de la Forêt-Noire
- Argentine
- Autriche
- Australie

Broken Hill, Nouvelle-Galles du Sud (échantillons de collection)
Torrington, Nouvelle-Galles du Sud
- Azerbaïdjan
- Bolivie
- Botswana
- Brésil
- Canada

Mine d'antimoine du Lac George, comté d'York, Nouveau-Brunswick
South Ham, comté Wolfe, et mine du lac Nicolet, Centre-du-Québec, Québec
- Chili
- Chine
- États-Unis

Mines de Erskine Creek, près de Kernville, comté de Kern, Californie
- Espagne

mine Mathilde, province de Málaga, Andalousie
- Finlande

Seinajoki, Vassa
- France

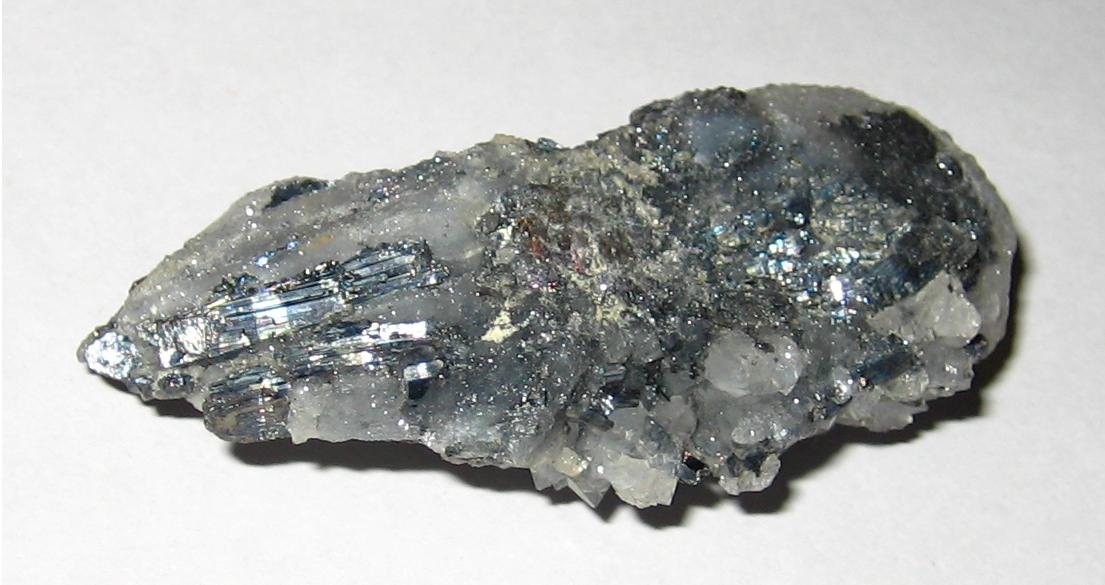
Antimoine natif, Finlande

Mine d'argent de la montagne de Chalanches ou Allemont, Isère (échantillons de collection, rognons pulvérulents ou fibreux, en association avec l'allemontite)
Cantal
Corse
Gard
- Géorgie
- Ghana
- Grande-Bretagne
- Grèce
- Groenland

Mine d'Illimaussaq
- Hongrie
- Inde
- Indonésie

Sarawak, Bornéo (petites masses)
- Italie

Sarrabus, Sardaigne (échantillons de collection)
- Irlande
- Japon
- Kazakhstan
- Kirghizstan
- Malaisie
- Mexique

Arechuyobo, désert de Chihuahua
- Mongolie
- Namibie
- Norvège

Anciennes mines d'argent du Kongsberg, Buskerud
- Ouzbékistan
- Pologne
- Portugal

Coïmbra
- Russie
- Slovaquie

Pezinok, Monts Carpathes
File:
- Suisse
- Suède

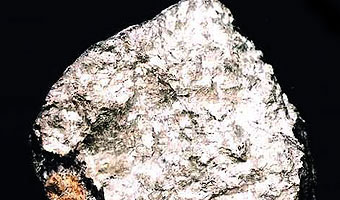
Pièce collectée à Pezinok en Slovaquie, ici éclairée dans le noir pour montrer sa grande brillance

Mine d'argent de Sala, Västmanland (topotype européen)
- Tchéquie

Příbram, Bohème (échantillons de collection)
- Zimbabwe

## Usages

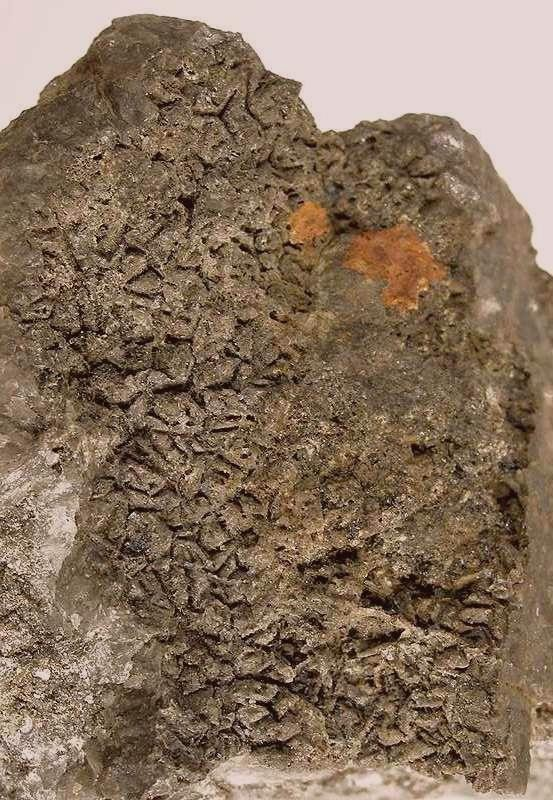
Sb natif du lac Nicollet avec très légères couches de stibine et de valentinite, mine de South Ham, Saints-Martyrs-Canadiens, Québec

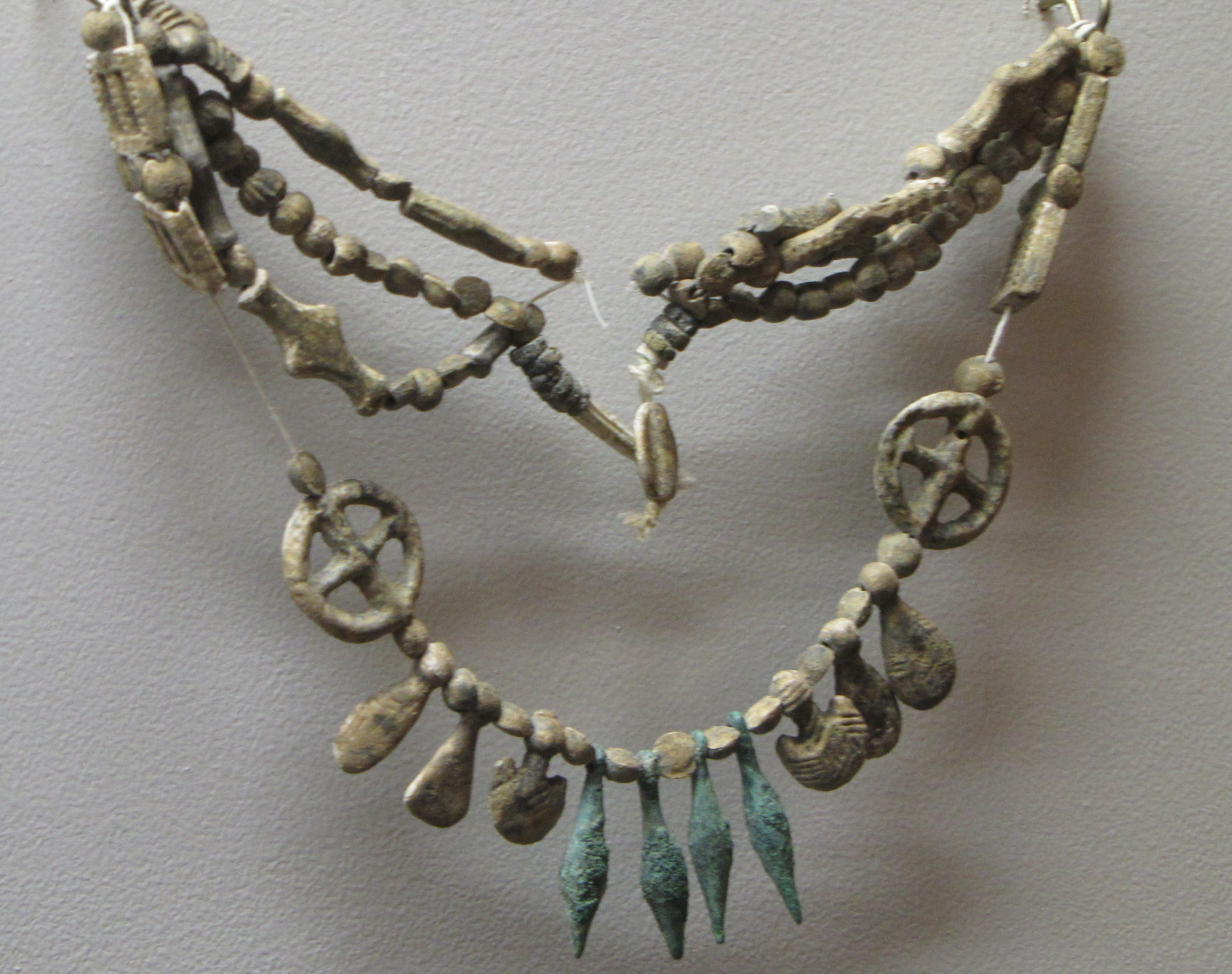
Bronze avec billes d'antimoine, art amérindien, Musée américain de Géorgie

Le métal est habituellement extrait de la stibine Sb2S3, beaucoup plus fréquente. L'antimoine natif est souvent objet de collection.

### Histoire
L'antimoine est un minéral connu depuis la Préhistoire, au moins depuis le IVe millénaire avant J.-C. à Babylone sans qu'on en connaisse le nom précisément. Les verriers égyptiens vers -1450 ans avant J.-C. connaissaient l’antimoniate de plomb Pb2Sb2O2, un pigment jaune, redécouvert au siècle des Lumières.
Ce semi-métal, fabriqué à partir de minerais tels que la stibine ou la sénarmontite, mais aussi observable à l'état natif, a fait fantasmer maints alchimistes européens à l'aube des temps modernes.